# Малоголовая присоска
Малоголовая присоска (лат. Apletodon dentatus), — вид лучепёрых рыб из семейства присосковых (Gobiesocidae).

## Описание
Длина около 4 см. Тело лишено чешуи, голое, покрыто слизью. Передняя часть тела уплощенная. Рыло короткое, по своей форме напоминает утиный клюв. В плавниках отсутствуют колючие лучи. Спинной и анальный плавники короткие, располагаются за серединой тела, ближе к хвостовому плавнику, но отделены от него небольшим промежутком. Грудные плавники веерообразные, широкие. Хвостовой плавник в форме эллипса, с 13-19 лучами. Брюшные плавники видоизменены в присоску. В передней части каждой челюсти имеются мелкие закругленные резцы, за которыми имеются 1-3 развитых изогнутых клыка. Окраска изменчива. Для самцов характерна зеленоватого цвета окраска со светлыми точками. Верхняя часть головы с розоватым оттенком, губы оранжево-розовые. Окраска самки мраморная красновато-зеленая, со плохо выраженными светлыми полосами. Низ и бока головы под глазами белого цвета. На жаберных крышках есть белое пятно треугольной формы, с направленной вершиной вверх. По всему телу и голове располагаются точки голубоватого цвета. Неполовозрелые особи с оливковой или коричневой окраской с хорошо выраженными продольными и поперечными светлыми полосками и широкой светлой полоской посередине боков и яркими синими точками.

## Ареал
Распространён в Северо-Восточной Атлантике от берегов Шотландии и Франции до Гибралтара, в Средиземом и Мраморном морях. В Чёрном море известна по нескольким экземплярам, пойманным у берегов Болгарии и Турции.
Впервые обнаружена возле берегов Крыма в 2013 году. На 2017 год достоверно установлено обитание вида в некоторых бухтах и прибрежной зоне Севастополя, а также у берегов полуострова Тарханкут.

## Биология
Ведет крайне скрытный образ жизни. Преимущественно держится на верхних поверхностях и боках крупных камней, покрытых слоем водорослевых обрастаниями, в углублениях и трещинах валунов и скал, среди поселений моллюсков, на незначительном удалении от поверхности воды. Нерест весной и в начале лета. Икра откладывается на стебли водорослей.